# إيمي جاديسيمي
ايمي جاديسيمي (بالإنجليزية: Amy Jadesimi)‏ هي طبيبة نيجيرية وسيدة ورائدة في مجال الأعمال. تشغل حاليا منصب الرئيس التنفيذي لشركة لاغوس البحرية العميقة للوجستيات (LADOL) المملوكة ملكية خاصة للدولة آ كما تملك حصصا في بعض الشركات التي تهتم بالأعمال اللوجستية والهندسة والصناعات الحرة.

## الخلفية والتعليم
ولدت إيمي في نيجيريا حوالي عام 1976. والدها هو رجل أعمال ناجح وهو رئيس شركة أولاديبو جاديسمي كما شغل منصب الرئيس التنفيذي لشركة LADOL، أما والدتها فهي أليرو أكوتي-إيبو وهي مذيعة سابقة وربة بيت حالية. أما جدها من أمها فهو فيستوس أكوتي-إيبو الذي كان وزير المالية النيجيري في وقت ما. ربطت خلال والدها علاقة طيبة مع البريطانية سوزانا ماك كويستن التي تُعد من الطبقة الأرستقراطية.
حضرت إيمي مدرسة داخلية في المملكة المتحدة وكانت من بين المقبولين في جامعة أكسفورد، تخرجت من الجامعة بشهادة بكالوريوس في الفنون قبل أن تُغير التوجه من خلال التخصص في العلوم الفيزيولوجية فنالت في وقت لاحق درجة بكالوريوس في الطب وبكالوريوس في الجراحة عام 1999. تخرجت في وقت لاحق بدرجة ماجستير في إدارة الأعمال من جامعة ستانفورد للدراسات العليا.

## المسيرة المهنية
بعد إكمال مشوارها الدراسي في المدرسة الطبية، عملت في جولدمان ساكس. بدأت العمل في قسم الخدمات المصرفية الاستثمارية في شركة مقرها ومكاتبها في لندن ثم انتقلت فيما بعد _بعد عمل دام ثلاث سنوات_ لمجال إدارة الأعمال حيث ركزت على عمليات الاندماج والاستحواذ وتمويل الشركات.
بعد تخرجها من جامعة ستانفورد، تدربت لمدة سنة واحدة في Brait شركة سي في جوهانسبرغ بجنوب أفريقيا حيث عملت في قسم الأسهم ثم انتقلت لقسم المعاملة التنفيذية. في عام 2004 انتقلت مرة أخرى إلى وطنها وانضمت لشركة LADOL حيث أشرفت على الخدمات اللوجستية في الشركة التي افتتحها والدها عام 2001. مع مرور الوقت؛ كان راتبها يرتفع تدريجيا حتى تم تعيينها عام 2009 في منصب الرئيسة التنفيذية للشركة من قبل مجلس الإدارة.